# U-Bahnhof Hohe Marter
Der U-Bahnhof Hohe Marter (Abkürzung: HM) ist der 27. U-Bahnhof der Nürnberger U-Bahn und wurde am 27. September 1986 eröffnet. Täglich wird er von rund 8.800 Fahrgästen genutzt (Mo–Fr, 2019).
Namensstiftend für die Hohe Marter ist eine Marterlsäule an der Schweinauer Hauptstraße, die die einstige Geleitsgrenze zwischen der Reichsstadt Nürnberg und dem Markgrafentum Ansbach markierte. Nach ihr ist auch eine kurze Straße östlich der Bundesstraße 2 benannt. Später ging die Bezeichnung auf das südwestliche Ortsgebiet des Nürnberger Stadtteils Schweinau über.

## Lage

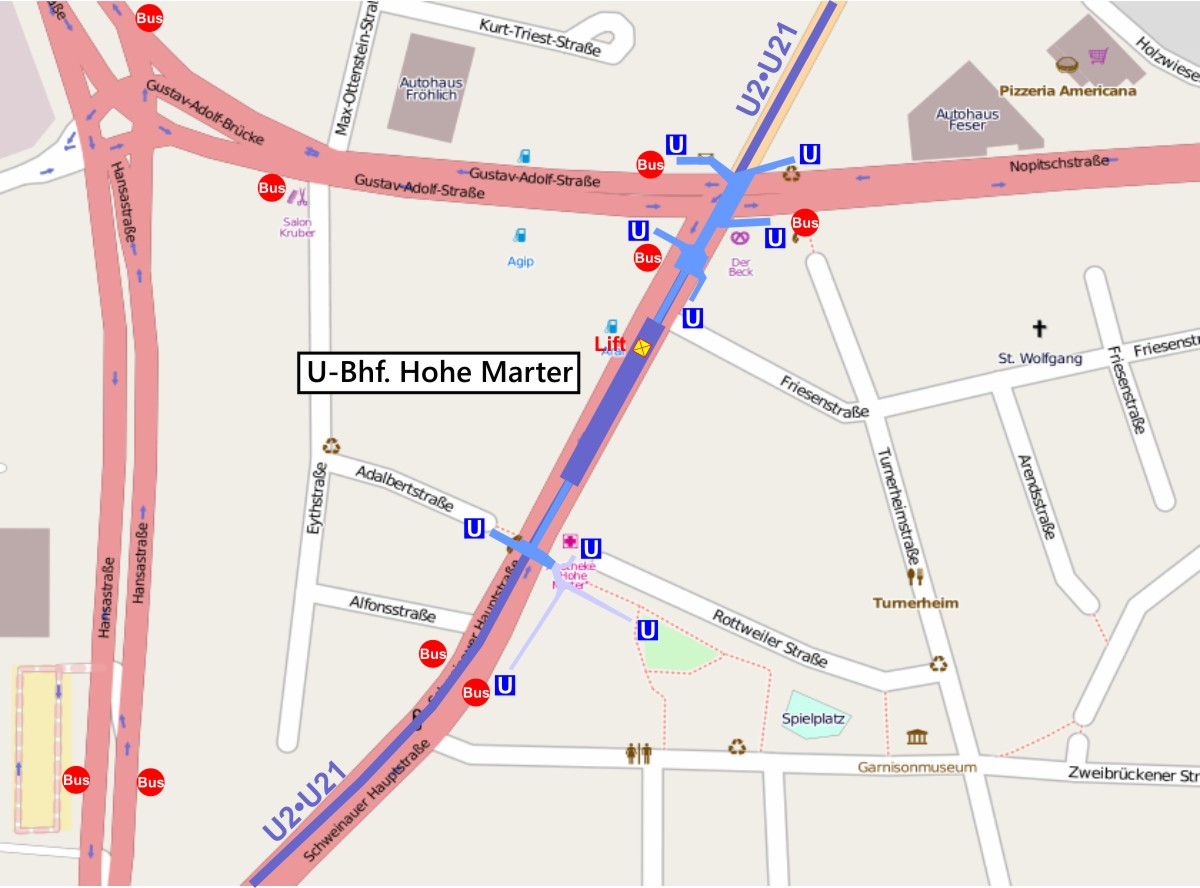
Lageplan U-Bahnhof Hohe Marter

Der U-Bahnhof Hohe Marter ist 1317 m nördlich vom U-Bahnhof Röthenbach entfernt. Dieser Abstand ist der zweitgrößte zwischen zwei Stationen der U2 und der drittgrößte im Gesamtnetz. Nachdem 900 m südlich der Main-Donau-Kanal unterquert wird, folgt in Richtung Ziegelstein zunächst ein x-förmiger doppelter Gleiswechsel, bevor dann in 684 m Entfernung nördlich der U-Bahnhof Schweinau folgt.
Der Bahnhof befindet sich im Nürnberger Stadtteil Schweinau und erstreckt sich unterirdisch in Nord-Süd-Richtung unter der Schweinauer Hauptstraße (B2) zwischen Gustav-Adolf-/ Nopitschstraße und Adalbertstraße. Von beiden Bahnsteigköpfen führen Rampen in ein Verteilergeschoss. Das nördliche Verteilergeschoss hat Aufgänge zu allen Ecken der Kreuzung Schweinauer Haupt-/ Gustav-Adolf-/ Nopitschstraße, das südliche Verteilergeschoss je einen Aufgang zur Adalbert- und Schweinauer Hauptstraße sowie zwei Rampen zur Rottweiler Straße und in die angrenzende Parkanlage.
600 m südlich des Bahnhofs befindet sich der Nürnberger Fernsehturm.

## Bauwerk und Architektur
Das Bahnhofsbauwerk ist 268 m lang, 15 m breit und 7,2 m tief. Die Bauarbeiten begannen am 14. Februar 1984 und wurden in offener Bauweise ausgeführt. Die Bahnsteigzugänge wurden behindertengerecht als Rampen mit höchstens 8 % Gefälle angelegt. Der Zugang zum Bahnhof ist auch über Aufzüge möglich.
Für die Bahnhofsgestaltung wurde ein Wettbewerb ausgeschrieben, den der Nürnberger Künstler Peter Angermann gewann. Realisiert wurde eine von ihm angefertigte 1:10-Zeichnung des Nürnberger Fernsehturms als Wandmosaik in Tag- und Nachtdarstellung, wofür ca. 120.000 Keramikfliesen im Format 9,5 × 9,5 cm in 30 verschiedenen Farbtönen an die Bahnsteigwände angebracht wurden. Eine Besonderheit ist außerdem, dass die Fernsehturmspitzen immer in Fahrtrichtung zeigen und es der erste Nürnberger U-Bahnhof ohne Mittelstützen war.

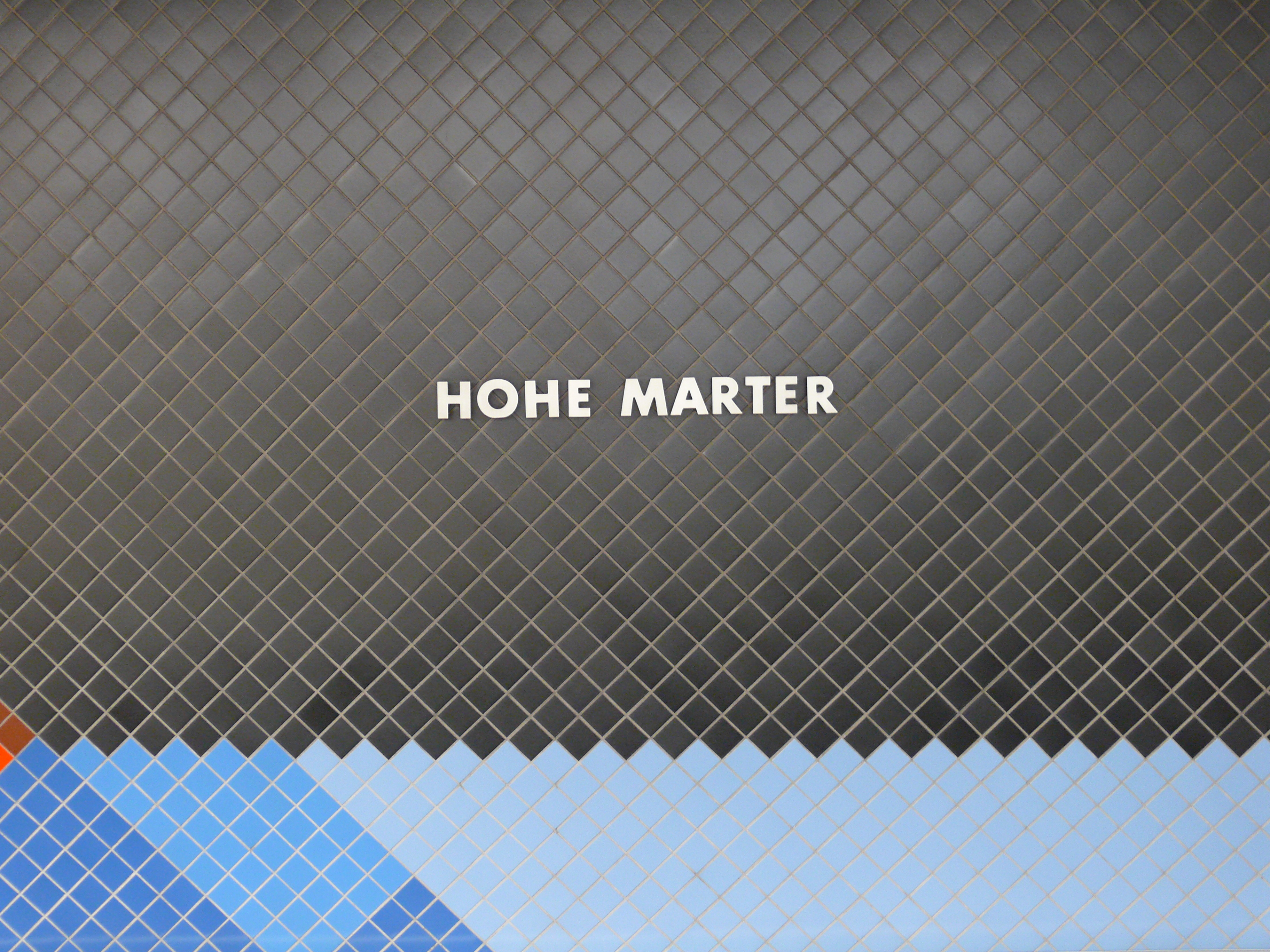
Stationsname an den Bahnsteigwänden
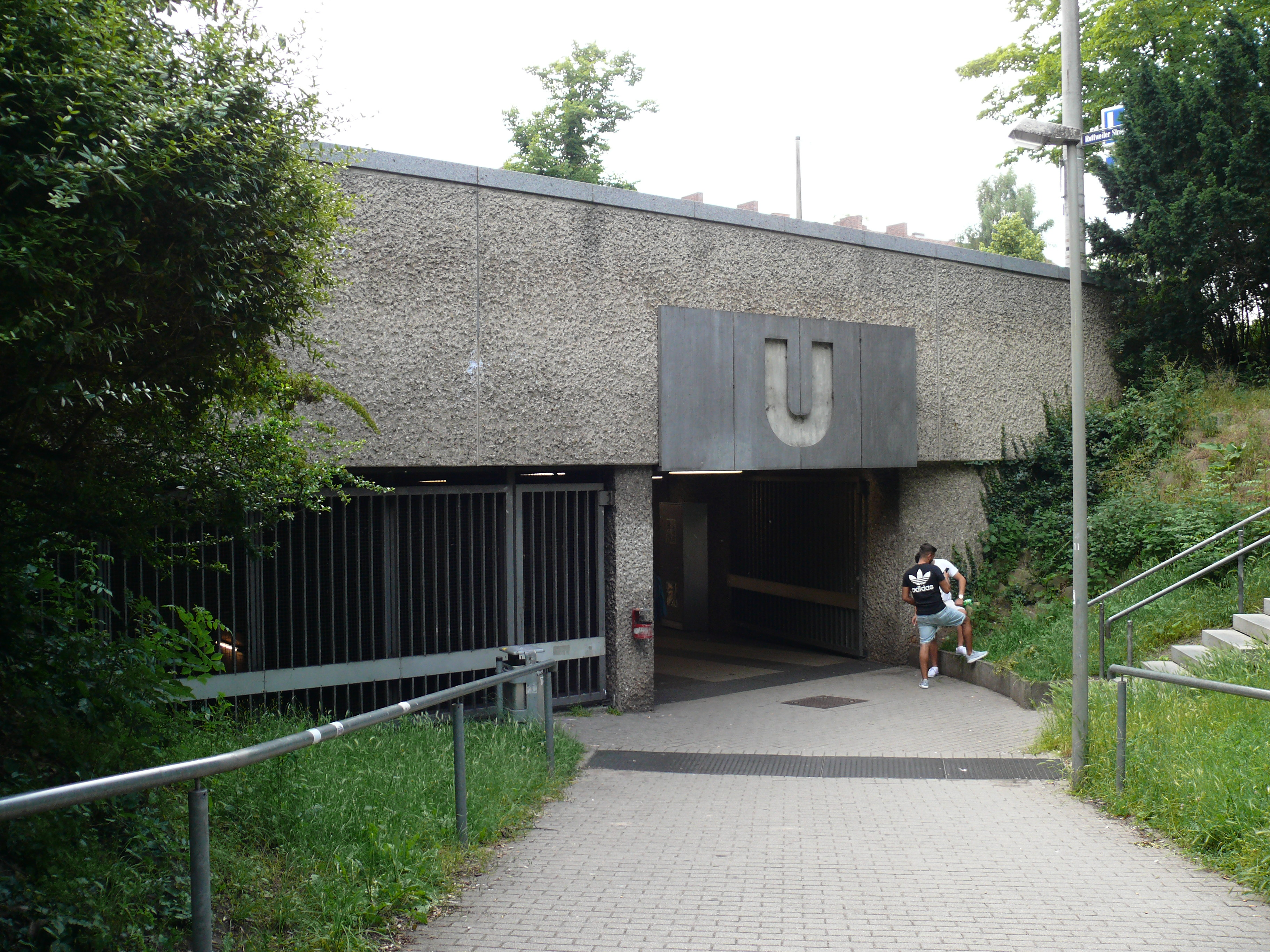
Zugang zur Verteilerebene
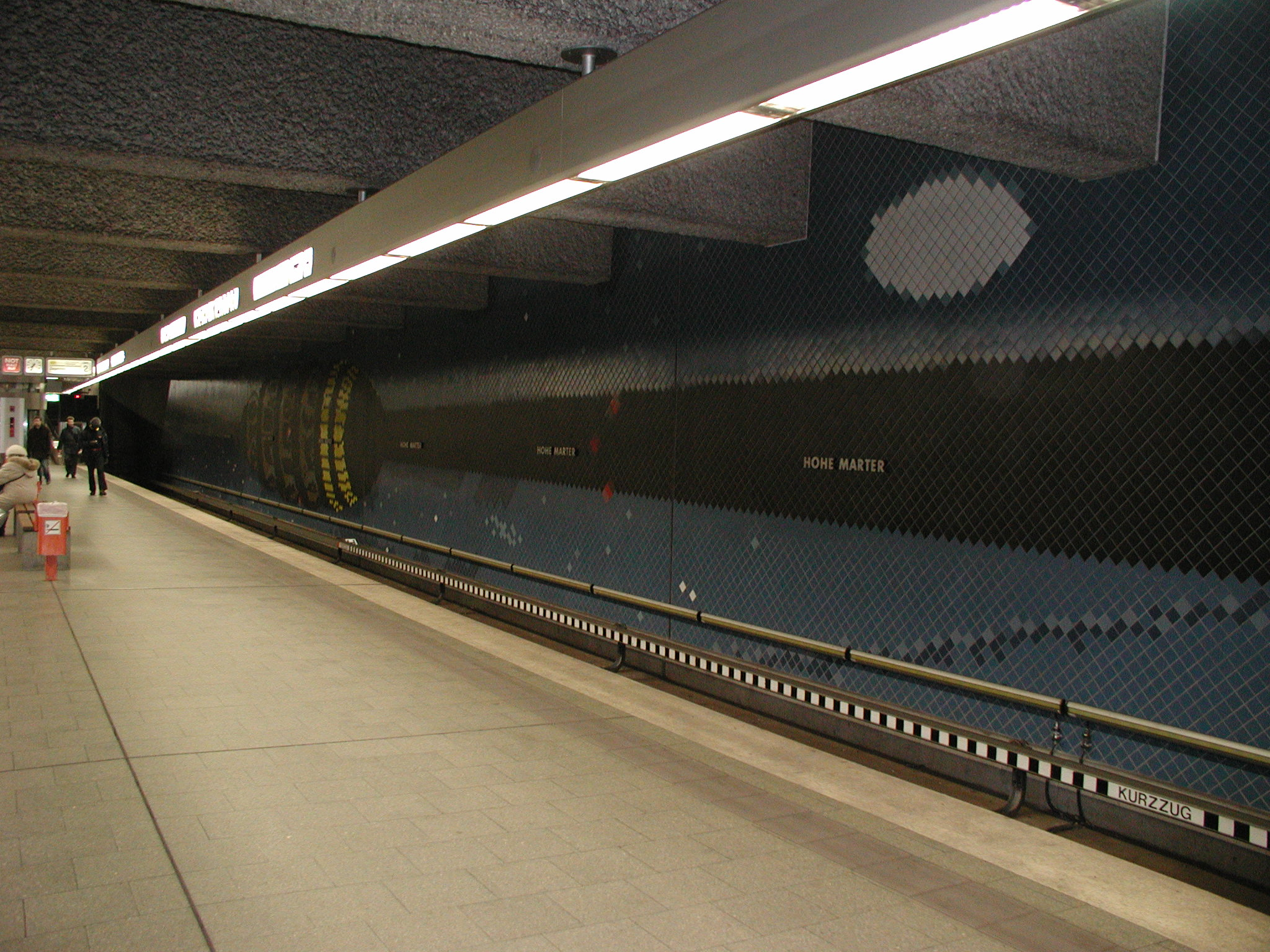
Fernsehturm bei Nacht
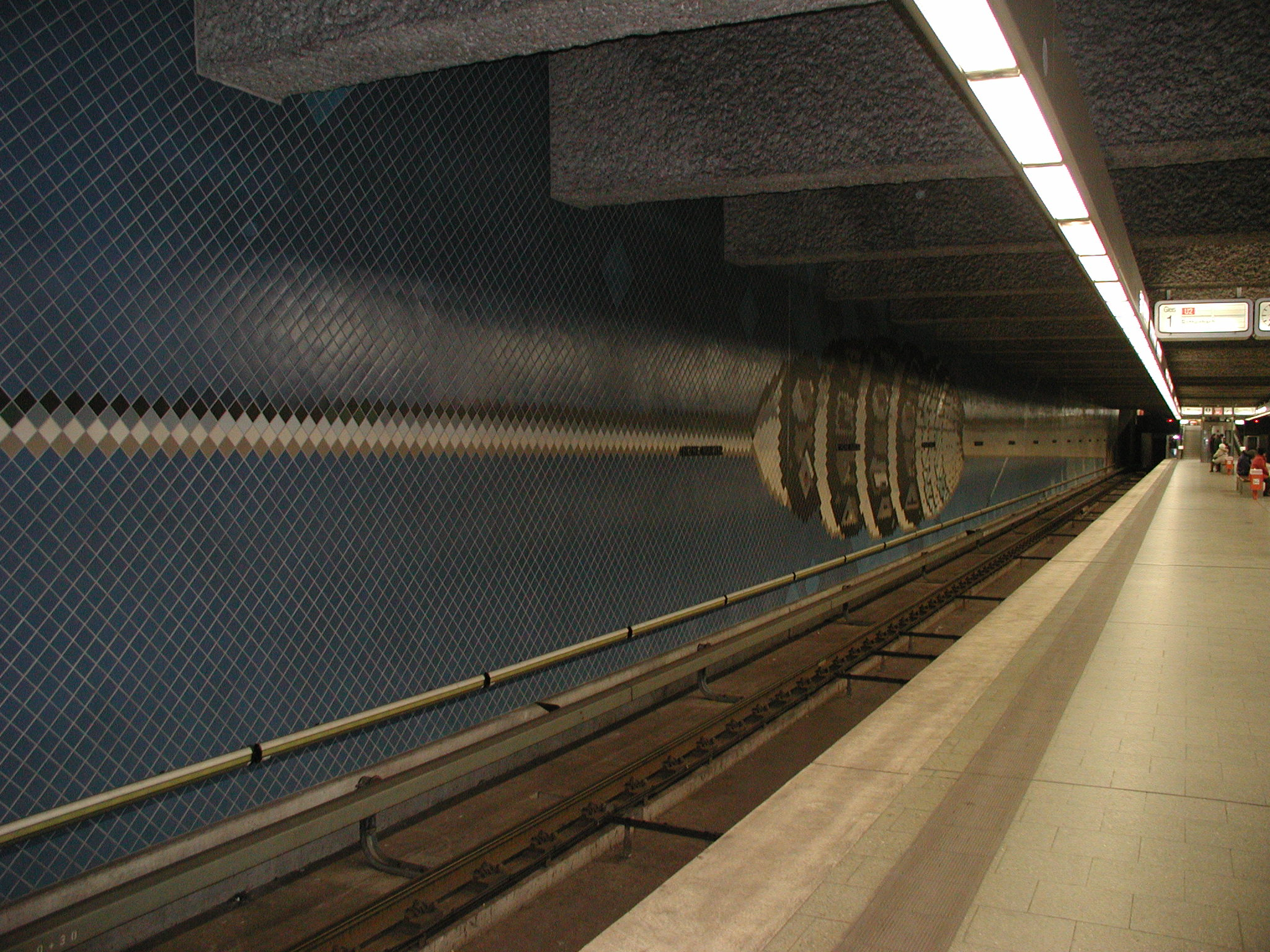
Fernsehturm bei Tag
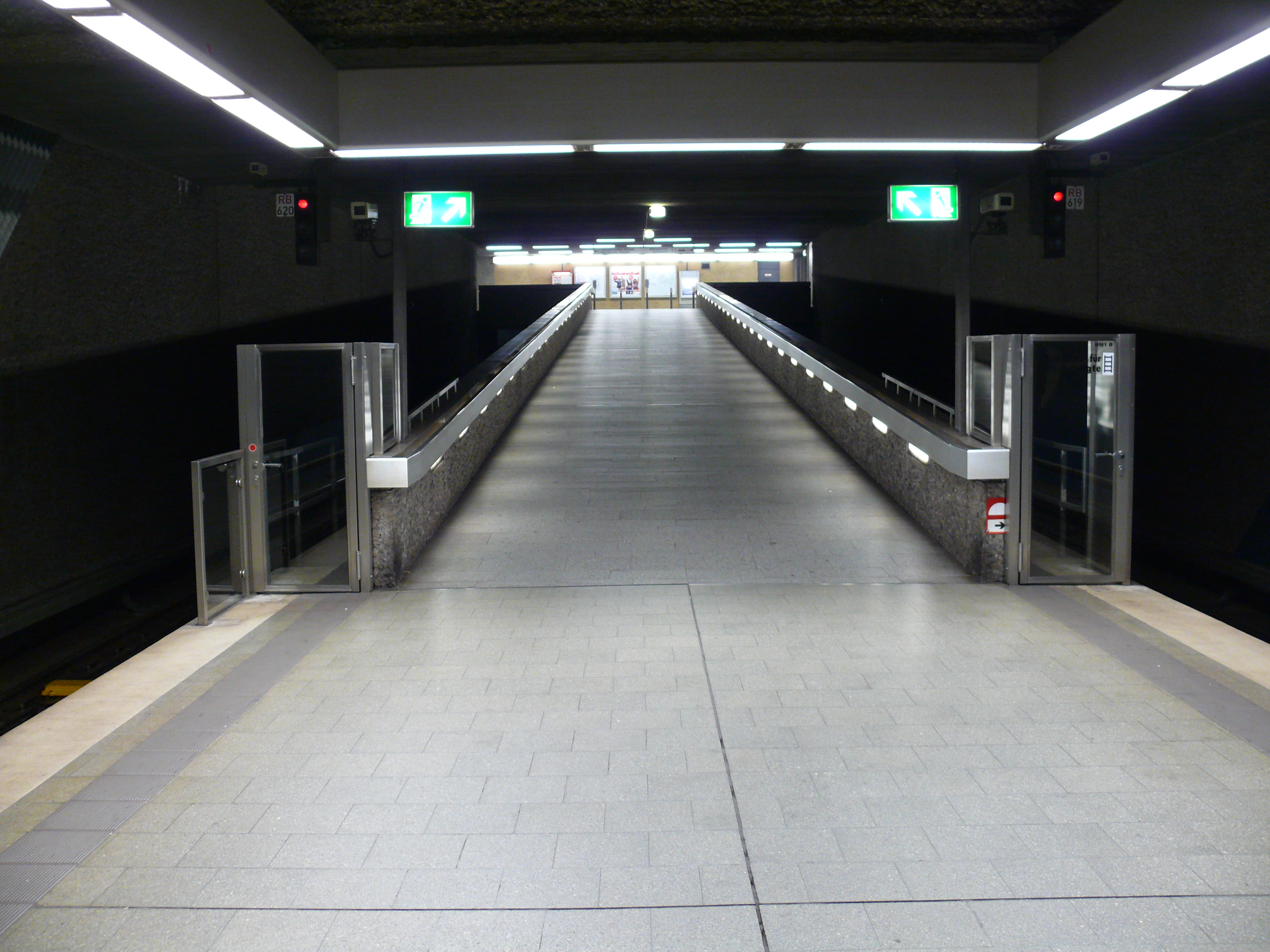
Rampe zum Verteilergeschoss
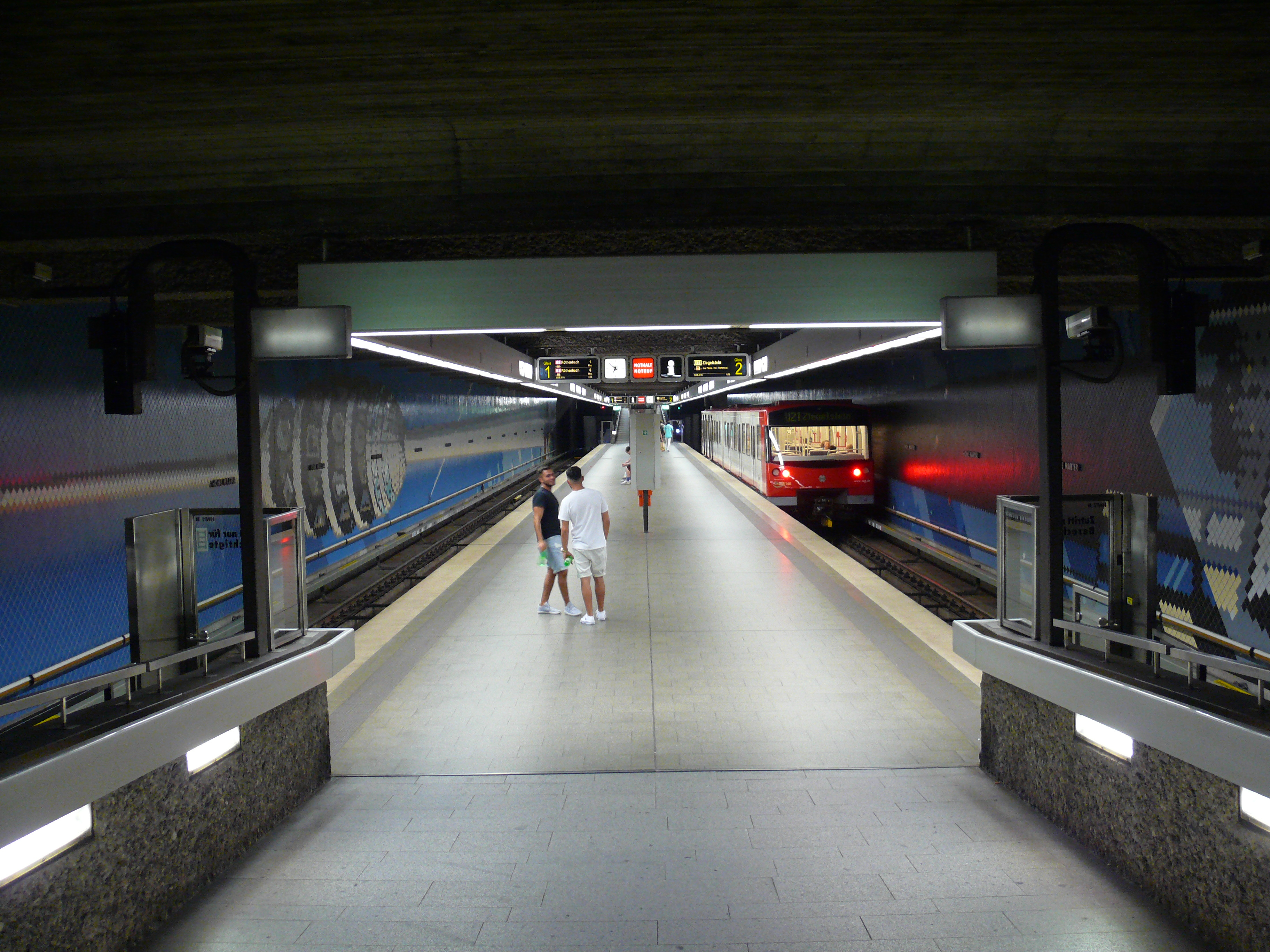
Bahnsteigebene Übersicht

## Linien
| Linie | Verlauf | Takt                                 |
| ----- | --- | ------------------------------------ |
| U2    | Röthenbach – Hohe Marter – Schweinau – St. Leonhard – Rothenburger Straße – Plärrer – Opernhaus – Hauptbahnhof – Wöhrder Wiese – Rathenauplatz – Rennweg – Schoppershof – Nordostbahnhof – Herrnhütte – Ziegelstein – Flughafen Stand: Fahrplanwechsel Dezember 2024 | 5 min (HVZ) 5 min (NVZ) 10 min (SVZ) |

Der Bahnhof wird von der U-Bahn-Linie U2 bedient. An der Oberfläche befinden sich die Haltestellen Hohe Marter Nord und Hohe Marter Süd, die von den Stadtbuslinien 35 und 65 angefahren werden. Am Wochenende verkehrt auch die Nachtbuslinie N7.